# Jan Derksen
Johannes Wilhelmus Derksen (conocido como Jan Derksen; Geertruidenberg, 23 de enero de 1919-Ámsterdam, 22 de mayo de 2011) fue un deportista neerlandés que compitió en ciclismo en la modalidad de pista. Ganó ocho medallas en el Campeonato Mundial de Ciclismo en Pista entre los años 1938 y 1959.

## Medallero internacional
| Campeonato Mundial | Campeonato Mundial       | Campeonato Mundial | Campeonato Mundial       |
| Año                | Lugar                    | Medalla            | Competición              |
| ------------------ | ------------------------ | ------------------ | ------------------------ |
| 1938               | Ámsterdam (Países Bajos) | Medalla de bronce  | Velocidad individual (A) |
| 1939               | Milán (Italia)           | Medalla de oro     | Velocidad individual (A) |
| 1946               | Zúrich (Suiza)           | Medalla de oro     | Velocidad individual (P) |
| 1949               | Copenhague (Dinamarca)   | Medalla de plata   | Velocidad individual (P) |
| 1950               | Rocourt (Bélgica)        | Medalla de bronce  | Velocidad individual (P) |
| 1952               | París (Francia)          | Medalla de bronce  | Velocidad individual (P) |
| 1957               | Rocourt (Bélgica)        | Medalla de oro     | Velocidad individual (P) |
| 1959               | Ámsterdam (Países Bajos) | Medalla de bronce  | Velocidad individual (P) |

## Palmarés
- 1939
  - Campeón del Mundo de velocidad amateur 
  - 1.º en el Gran Premio de París en velocidad amateur
- 1942
  - 1.º en el Gran Premio de Copenhague en velocidad
- 1943
  - Campeón de los Países Bajos de velocidad
- 1946
  - Campeón del Mundo de velocidad
- 1949
  - Campeón de los Países Bajos de velocidad
- 1950
  - 1.º en el Gran Premio de París en velocidad
- 1951
  - 1.º en el Gran Premio de Copenhague en velocidad
- 1952
  - Campeón de los Países Bajos de velocidad
- 1953
  - Campeón de los Países Bajos de velocidad
- 1954
  - Campeón de los Países Bajos de velocidad
- 1955
  - Campeón de los Países Bajos de velocidad
- 1957
  - Campeón del Mundo de velocidad 
  - Campeón de los Países Bajos de velocidad
- 1958
  - Campeón de los Países Bajos de velocidad 
  - 1.º en el Gran Premio de París en velocidad
- 1959
  - Campeón de los Países Bajos de velocidad
- 1960
  - Campeón de los Países Bajos de velocidad
- 1961
  - Campeón de los Países Bajos de velocidad
- 1962
  - Campeón de los Países Bajos de velocidad
- 1963
  - Campeón de los Países Bajos de velocidad